# Hypexilis
Hypexilis är ett släkte av skalbaggar. Hypexilis ingår i familjen långhorningar.
Kladogram enligt Catalogue of Life:
| Hypexilis | \| \| Hypexilis longipennis \| \| \| \| \| \| Hypexilis pallida \| \| \| \| |
|           | \| \| Hypexilis longipennis \| \| \| \| \| \| Hypexilis pallida \| \| \| \| |
|           | Hypexilis longipennis                                                       |
|           |                                                                             |
|           | Hypexilis pallida                                                           |
|           |                                                                             |